# تثلیث نامقدس
تثلیث نامقدس (به انگلیسی: The Unholy Trinity) یک فیلم وسترن و جنایی آمریکایی محصول سال ۲۰۲۴ به نویسندگی لی زکریا، کارگردانی ریچارد گری با بازی پیرس برازنان، ساموئل ال. جکسون و براندون لسارد است.

## داستان
اسرار مدفون یک شهر مونتانا در دهه ۱۸۷۰ جرقه خشونت می‌زند وقتی مرد جوانی برای پس گرفتن میراث خود بازمی‌گردد و بین کلانتری مصمم به حفظ نظم و غریبه‌ای اسرارآمیز جهنمی که مشتاق نابود کردن آن است گرفتار می‌شود.

## ساخت
در اکتبر ۲۰۲۳، اعلام شد که فیلمبرداری در مونتانا انجام شده است. از آنجایی که فیلمبرداری در جریان اعتصابات ۲۰۲۳ سگ-افترا آمریکا در سال ۲۰۲۳ آغاز شد، انجمن فیلمسازان آمریکا به عوامل موافقتنامه موقت برای اجازه فیلمبرداری اعطا کرد.

## انتشار
این فیلم اولین نمایش جهانی خود را در ۱۲ اکتبر ۲۰۲۴ در جشنواره فیلم زوریخ انجام داد. و در ۱۳ ژوئن ۲۰۲۵ در ایالات متحده منتشر شد.

## بازخوردها
- در وب‌سایت جمع‌آوری نقد و بررسی راتن تومیتوز، این فیلم دارای ۳۵٪ تائیدیه براساس ۳۱ رای نقد منتقدان است.[۶]
- در متاکریتیک که از میانگین وزنی استفاده می‌کند، بر اساس نظر ۸ منتقد، امتیاز ۴۷ از ۱۰۰ را به فیلم اختصاص داده است که نشان‌دهنده نقدهای «مختلط یا متوسط» است.[۷]